# З Лебединого повідомляють
«З Лебединого повідомляють» (рос. Из Лебяжьего сообщают) — радянський короткометражний художній фільм 1960, дипломна робота студента ВДІКу Василя Шукшина, що стала його першим самостійним фільмом. Шукшин виступив у фільмі не тільки як режисер і сценарист, але й зіграв одну з головних ролей. Фільм розповідає про один день сільського райкому партії в жаркий період літніх жнив.

## Сюжет
Секретар райкому Іван Єгорович Байкалов викликає до себе інструктора райкому Петра Івлєва і просить його поїхати в Лебедине — там не встигають прибрати хліб, а через три дні підуть дощі: Івлєв належить знайти додаткову техніку і мобілізувати людей на авральну роботу. У приймальні секретаря тим часом зустрічаються механік Сеня Громов, який терміново розшукує дефіцитні колінчаті вали, і «працівник прилавка» Євген Іванович, який прийшов до Байкалова з питанням щодо нібито незаконно нарахованих аліментів, але отримав сувору відсіч. До Байкалова в кабінет заходить і Наумова, дружина лікаря, — вона просить секретаря впливати на її чоловіка, який завів роман з іншою жінкою. З анонімної записки, яку прислали Байкалову, слідує також, що дружина Івлєва зраджує чоловікові з іншим. У Сені і Євгена Івановича, які разом виходять з приймальні, зав'язується розмова, і Сеня просить Євгена Івановича допомогти дістати колінчаті вали. Коли той погоджується, Сеня веде його в чайну, де пригощає горілкою, проте Євген Іванович починає лаяти начальство і сумніватися в тому, що комунізм буде побудований, після чого Сеня проганяє його. Увечері Байкалов йде до Наумових, де його вже чекає жінка, яка приходила до нього. Байкалова дивує, що, будучи педагогом за фахом, Наумова не хоче працювати в селі, куди розподілили її чоловіка, а сидить удома. Приходить Наумов, і Байкалов запитує його, чи любить він іншу жінку, той відповідає ствердно. Байкалов просить Наумова подумати, перш ніж наважуватися на розлучення, і, вийшовши на вулицю, зустрічає Івлєва, який ще не поїхав в Лебедине. Вони розмовляють, а пізніше Байкалов заходить до Івлєва додому і дізнається, що той вигнав дружину з дому за зраду. Байкалов викликає Івлєву машину, і той їде в Лебедине, з ним разом їде і Сеня, якому вдалося дістати колінчаті вали. Фільм закінчується дзвінком Івлєва Байкалову з Лебединого, в якому Івлєв повідомляє, що машини знайдені і робота просувається за планом.

## У ролях
- Василь Макаров —  Іван Єгорович Байкалов, секретар райкому партії
- Василь Шукшин —  Петро Івлєв
- Леонід Куравльов —  Сеня Громов, комбайнер що заїкається, якому треба дістати запчастини
- Микола Граббе —  Євген Іванович, працівник прилавка
- Леонід Чубаров —  Грай
- Ірина Радченко —  Наумова
- Юрій Чекулаєв —  Наумов, лікар
- Олексій Бахар —  бригадир  (немає в титрах)
- Емма Цесарська —  буфетниця  (немає в титрах)
- Ігор Бєзяєв —  п'яний відвідувач їдальні  (немає в титрах)
- Юліана Бугаєва —  офіціантка  (немає в титрах)

## Знімальна група
- Автор сценарію та режисер-постановник —  Василь Шукшин
- Оператор-постановник — Валерій Владимиров
- Композитор — Микола Будашкін
- Художник-постановник — Володимир Камський